# 卫星上网
卫星上网是指由通訊衛星提供的網路存取服务。
卫星上网通常需要三大部件。一颗通常位于地球靜止軌道的卫星。一个地面站，通常作为网关。还有是天线。
卫星上网通信可以分为双通道通信和单通道仅接收通信。
2013年2月，联邦通信委员会报告卫星上网能力不断提升。自2014年，三家公司宣布使用近地轨道使用卫星星座来进行卫星上网。至2017年，多家航空公司使用有限带宽，在飞行中为乘客提供因特网服务。

## 潛在問題
衛星上網，需要發射大量衛星以覆蓋地球，一些天文學家指出，大量的衛星會妨礙到天文研究及天體觀察。